# Fables of the Reconstruction
Fables of the Reconstruction (també conegut com a Reconstruction of the Fables) és el tercer àlbum d'estudi de la banda estatunidenca R.E.M.. Es va publicar el 10 de juny de 1985 per I.R.S. Records amb la producció de Joe Boyd.

## Producció
Malgrat l'augment de seguidors i la bona rebuda per part la crítica dels dos primers àlbums, la banda va decidir fer canvis en el seu estil musical i en el procés d'enregistrament i producció. El més destacat fou el canvi de productor musical, van comptar a Joe Boyd per substituir el duet Mitch Easter i Don Dixon, que havien produït els dos primers discs. Per aquesta ocasió van realitzar l'enregistrament a Londres, i per primer cop sortien dels Estats Units per fer aquest procés.
La majoria del material compost per la banda per aquest treball prové bàsicament de dos orígens, per una banda les pròpies experiències dels membres de la banda viatjant pel país a causa de les anteriors gires musicals, i per l'altra l'augment del seu activisme polític. Es tracta d'un àlbum conceptual i líricament explora la mitologia i els paisatges del Sud dels Estats Units.
L'àlbum va arribar a la 28è lloc en la llista estatunidenca i posteriorment va ser certificat com a disc d'or (1991). Amb el pas dels anys va quedar sobrevolar la sensació que la banda no va quedar satisfeta amb el resultat del disc, i despertava poc entusiasme, però el cert és que va marcar un punt d'inflexió en la sonoritat dels següents treballs que van ser els més destacats de R.E.M. en quan a popularitat.

## Llista de cançons
Totes les cançons foren escrites i compostes per Bill Berry, Peter Buck, Mike Mills i Michael Stipe. 
| 1.            | «Feeling Gravitys Pull»   |                                         | 4:48  |
| 2.            | «Maps and Legends»        |                                         | 3:10  |
| 3.            | «Driver 8»                |                                         | 3:23  |
| 4.            | «Life and How to Live It» |                                         | 4:06  |
| 5.            | «Old Man Kensey»          | Jeremy Ayers, Berry, Buck, Mills, Stipe | 4:08  |
| Durada total: | Durada total:             | Durada total:                           | 19:35 |

| 1.            | «Cant Get There from Here»    | 3:39  |
| 2.            | «Green Grow the Rushes»       | 3:46  |
| 3.            | «Kohoutek»                    | 3:18  |
| 4.            | «Auctioneer (Another Engine)» | 2:44  |
| 5.            | «Good Advices»                | 3:30  |
| 6.            | «Wendell Gee»                 | 3:01  |
| Durada total: | Durada total:                 | 19:58 |

| 12. | «Crazy»                      | Randy Bewley, Vanessa Briscoe, Curtis Crowe, Michael Lachowski |  |
| 13. | «Burning Hell»               |                                                                |  |
| 14. | «Bandwagon»                  | Berry, Buck, Mills, Lynda Stipe, Stipe                         |  |
| 15. | «Driver 8» (directe)         |                                                                |  |
| 16. | «Maps and Legends» (directe) |                                                                |  |

| 1.            | «Auctioneer (Another Engine)» |                                        | 2:52  |
| 2.            | «Bandwagon»                   | Berry, Buck, Mills, Lynda Stipe, Stipe | 2:24  |
| 3.            | «Cant Get There from Here»    |                                        | 3:41  |
| 4.            | «Driver 8»                    |                                        | 3:31  |
| 5.            | «Feeling Gravitys Pull»       |                                        | 4:36  |
| 6.            | «Good Advices»                |                                        | 3:31  |
| 7.            | «Green Grow the Rushes»       |                                        | 3:47  |
| 8.            | «Hyena»                       |                                        | 2:53  |
| 9.            | «Kohoutek»                    |                                        | 3:26  |
| 10.           | «Life and How to Live It»     |                                        | 4:10  |
| 11.           | «Maps and Legends»            |                                        | 3:12  |
| 12.           | «Old Man Kensey»              | Ayers, Berry, Buck, Mills, Stipe       | 4:07  |
| 13.           | «Throw Those Trolls Away»     |                                        | 3:10  |
| 14.           | «Wendell Gee»                 |                                        | 3:07  |
| Durada total: | Durada total:                 | Durada total:                          | 48:27 |

En les publicacions de vinil i casset, la cara 1 era etiquetada com a "A side" (cara A), i la cara 2 com a "Another side" (una altra cara). La portada d'aquestes publicacions mostrava el títol "Fables of the" mentre que la contraportada "Reconstruction of the". En canvi, els CDs es titulaven "Fables of the Reconstruction" en la portava però en els laterals es titulava "Reconstruction of the Fables". Aquesta ambigüitat era una referència a les eres de Reconstrucció dels Estats Units i a la posterior Desconstrucció.

## Posició en llistes
| Llista (1985)   | Posició |
| --------------- | ------- |
| Billboard 200   | 28      |
| UK Albums Chart | 35      |

## Crèdits
R.E.M.
- Bill Berry – bateria, veus addicionals
- Peter Buck – guitarra, banjo, harmònica
- Mike Mills – baix, veus addicionals, piano
- Michael Stipe – cantant

Músics addicionals
- David Bitelli – saxòfon a "Cant Get There from Here"
- Camilla Brunt – violí on "Feeling Gravitys Pull"
- Jim Dvorak– trompeta a "Cant Get There from Here"
- Philippa Ibbotson – violí a "Feeling Gravitys Pull"
- David Newby – violoncel a "Feeling Gravitys Pull"
- Pete Thomas – saxòfon a "Cant Get There from Here"

Producció
- Joe Boyd – producció
- Berry Clempson – enginyeria d'àudio
- Tony Harris – enginyeria
- M. K. Johnston – fotografia i art